# Ober-Abtsteinach

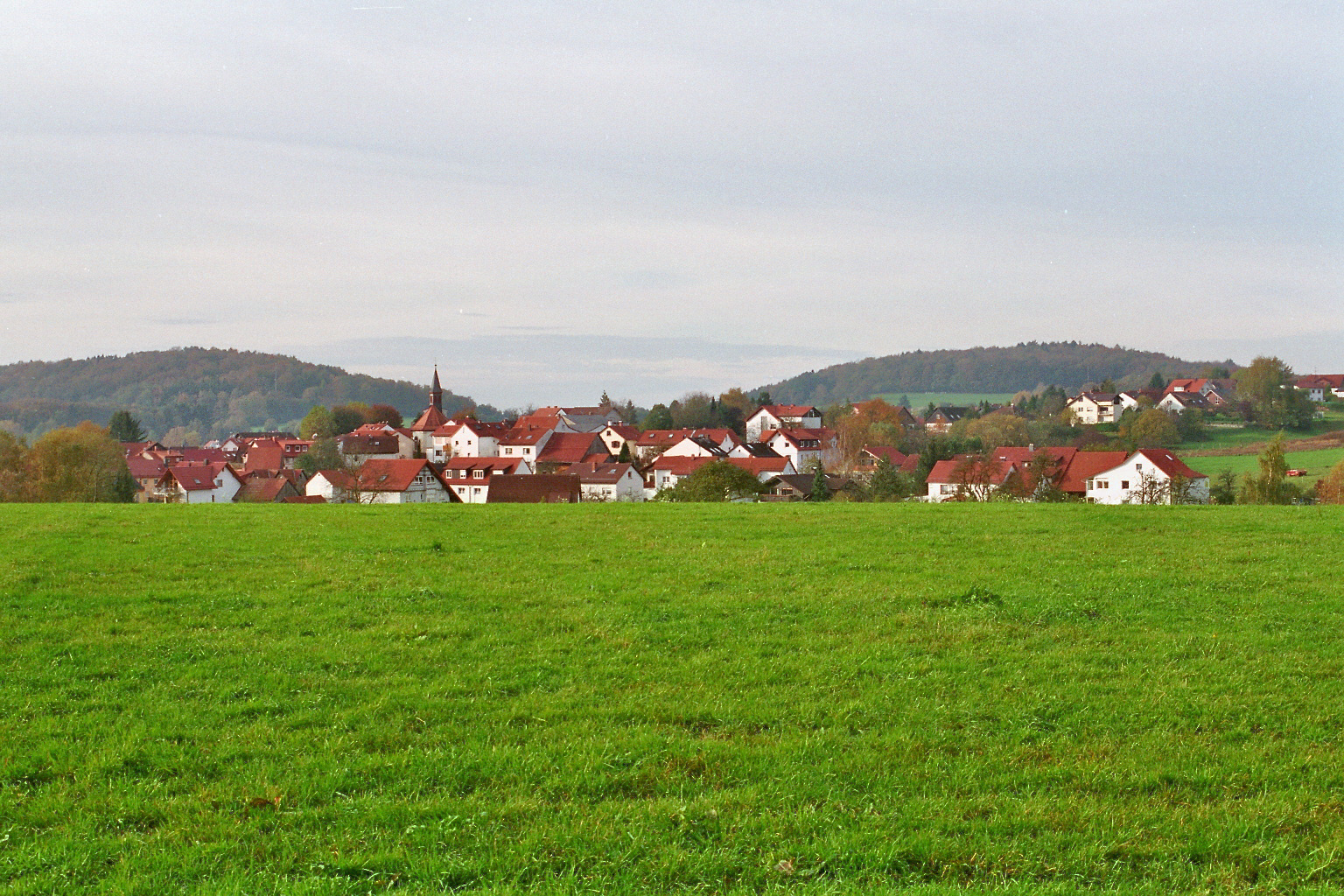
Ober-Abtsteinach, von Osten gesehen

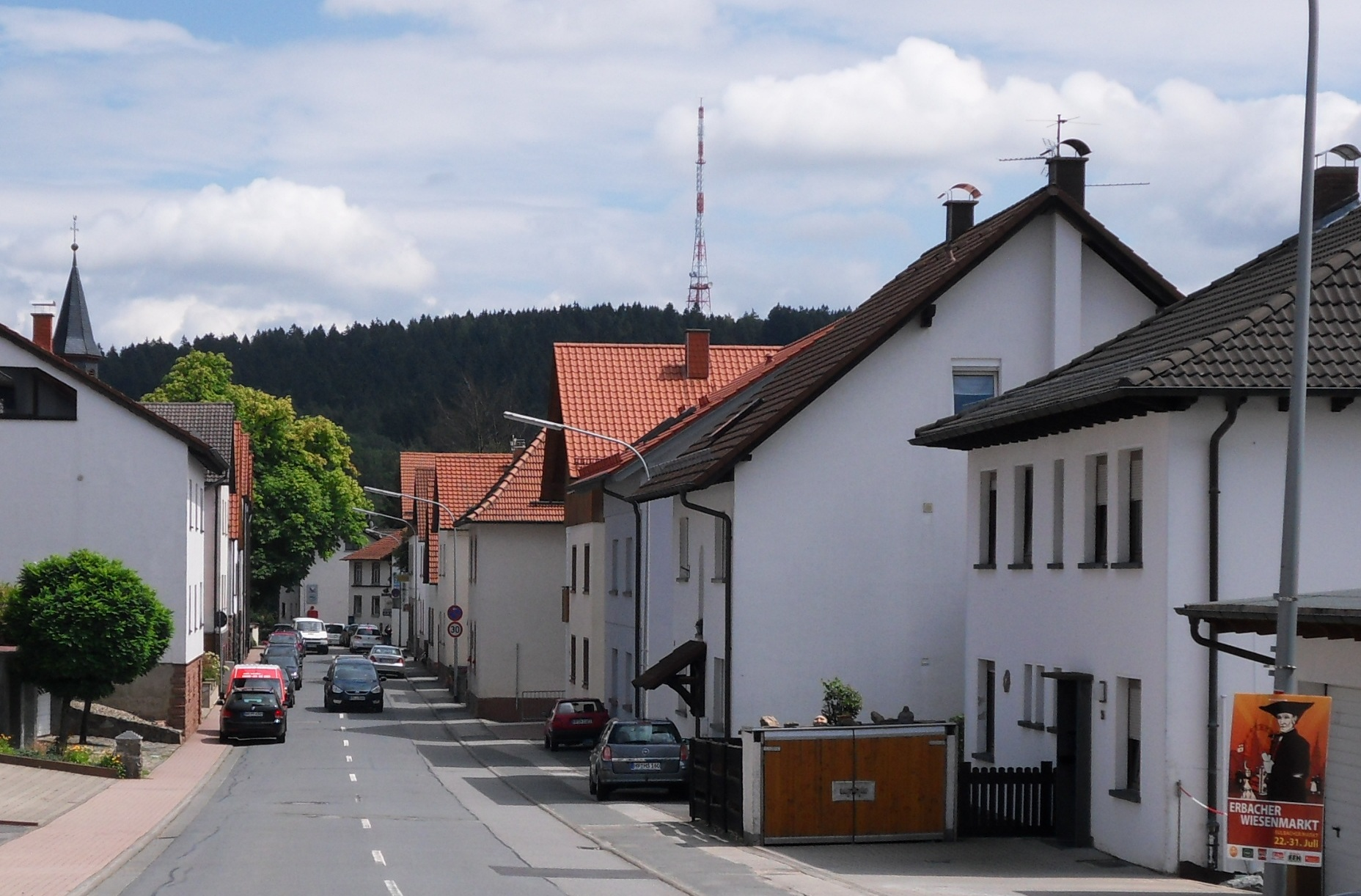
Löhrbacher Straße und der rund 1,5 km entfernte Hardberg mit dem 135 m hohen Sendeturm des Hessischen Rundfunks

Ober-Abtsteinach ist der einwohnerreichste Ortsteil der Gemeinde Abtsteinach im südhessischen Landkreis Bergstraße und Sitz der Gemeindeverwaltung.

## Geographische Lage
Ober-Abtsteinach liegt im Odenwald in einer hochgelegenen Talaue, in der die von hier südwärts über Unter-Abtsteinach dem Neckar in Neckarsteinach zufließende Steinach entspringt. Die Gemarkung des Ortes umfasst einen für Odenwälder Verhältnisse hohen Anteil an Feldflur, der geringe Waldanteil steht besonders am östlichen und nördlichen Rand. Namhafte Erhebungen wie der Waldskopf, der Götzenstein und der Hardberg in der nahen Umgebung liegen alle jenseits der Gemeindegrenze. Durch Ober-Abtsteinacher Gebiet läuft die Wasserscheide zwischen Steinach und Weschnitz und damit zwischen Neckar und Oberrhein. Am nördlichen Rand der Gemarkung beginnt der steile Abfall in das Talsystem des Weschnitz-Zuflusses Mörlenbach.

## Geschichte

### Ortsgeschichte
Auf die Besiedlung der Gegend um Abtsteinach durch Kelten schon in vorrömischer Zeit weisen entsprechende Funde hin. Gesichert ist eine mehr als tausendjährige Geschichte, da der früheste erhalten gebliebene urkundliche Nachweis im Lorscher Codex das Bestehen des Ortes possesa Steinah, des heutigen Ortsteils Ober-Abtsteinach, erstmals für das Jahr 1012 belegt.
Ober-Abtsteinach entstand im Gebiet der ehemaligen Mark Heppenheim, die einen Verwaltungsbezirk des Frankenreichs bezeichnete. Am 20. Januar 773 schenkte Karl der Große die Stadt Heppenheim nebst dem zugehörigen Bezirk, der ausgedehnten Mark Heppenheim, dem Reichskloster Lorsch. Von hier wurde die Urbarmachung und Besiedlung des Gebietes betrieben. Der Blütezeit des Klosters Lorsch, in dessen Gebiet Abtsteinach lag, folgte im 11. und 12. Jahrhundert sein Niedergang. 1232 wurde das Kloster dem Erzbistum Mainz unterstellt. 1461 verpfändet Kurmainz infolge der Mainzer Stiftsfehde diese Besitzungen an die Kurpfalz. Diese wechselte 1556 zum protestantischen Glauben und hob 1564 das Kloster auf.
Im Mittelalter war Abtsteinach als Zent grundherrschaftliche Verwaltungsstelle sowie Gerichtsort. Mit der Verpfändung des Amts Starkenburg 1461 begann für die Kurmainzer Besitzungen an der Bergstraße und im Odenwald die Zeit der kurpfälzischen Herrschaft. Als im Laufe des Dreißigjährigen Krieges (1618–1648) spanische Truppen der Katholischen Liga die Region eroberten, wurde 1623 die Kurmainzer Herrschaft wieder hergestellt. Dadurch wurde die durch die Pfalzgrafen eingeführte Reformation weitgehend wieder rückgängig gemacht und die Bevölkerung musste wieder zum katholischen Glauben zurückkehren. Zwar zogen sich die spanischen Truppen nach 10 Jahren vor den anrückenden Schweden zurück, aber nach der katastrophalen Niederlage der Evangelischen in der Schlacht bei Nördlingen 1634 verließen auch die Schweden die Bergstraße und mit dem Schwedisch-Französischen Krieg begann ab 1635 das blutigste Kapitel des Dreißigjährigen Krieges. Aus der Region berichten die Chronisten aus jener Zeit: „Pest und Hunger wüten im Land und dezimieren die Bevölkerung, sodass die Dörfer öfters völlig leer stehen“. Mit dem Westfälischen Frieden von 1648 wurde die Einlösung der Pfandschaft endgültig festgeschrieben. Aus dem Jahr 1654 wird berichtet, dass jeder Centmann Leibeigener von Kurmainz ist. Für das gleiche Jahr ist belegt, dass der Ort aus 7 Huben bestand und zusammen mit Ober-Abtsteinach jährlich 26½ fl. Bede an die Kellerei in Heppenheim zu zahlen hatte.
Im Jahr 1782 führte Kurmainz eine Verwaltungsreform durch, mit der in Fürth eine Amtsvogtei eingerichtet wurde, in dessen Verwaltungsbezirk auch Ober-Abtsteinach lag. Die Amtsvogtei wiederum war dem Oberamt Starkenburg des „Unteren Erzstifts“ des Kurfürstentums Mainz unterstellt. Damit wurden die Rechte und Entscheidungsfreiheiten der Zent weitgehend eingeschränkt.
Mit dem Reichsdeputationshauptschluss von 1803 wurde Kurmainz aufgelöst und das Oberamt Starkenburg und mit ihm Ober-Abtsteinach kamen zur Landgrafschaft Hessen-Darmstadt, die 1806 in dem auf Druck Napoleons gebildeten Großherzogtum Hessen aufging.
Die im Dezember 1852 aufgenommenen Bevölkerungs- und Katasterlisten ergaben für Oberabtsteinach: Ein katholisches Pfarrdorf an der Steinach mit 779 Einwohnern. Die Gemarkung bestand aus 2050 Morgen, davon waren 966 Morgen Ackerland, 288 Morgen Wiesen und 739 Morgen Wald.
In den Statistiken des Großherzogtums Hessen werden, bezogen auf Dezember 1867, für das Pfarrdorf Ober-Abtsteinach mit eigener Bürgermeisterei 65 Häuser, 413 Einwohner, der Kreis Lindenfels, das Landgericht Wald-Michelbach, die evangelische Pfarrei Wald-Michelbach des Dekanats Lindenfels und die katholische Pfarrei Ober-Abtsteinach des Dekanats Heppenheim angegeben. Durch die Bürgermeisterei wurden außerdem Mackenheim (11 Häuser, 81 Einw.) und die Schnorrenbacher Höfe (2 Häuser, 22 Einw.) verwaltet.
In Hessen gehörte Ober-Abtsteinach infolge einer Reihe von Verwaltungsreformen zum Landratsbezirk Lindenfels sowie den Kreisen Lindenfels und Heppenheim, bis es 1938 zum heutigen Landkreis Bergstraße kam.
Im Jahr 1961 wurde die Gemarkungsgröße mit 324 ha angegeben, davon waren 82 ha Wald.
Am 31. Dezember 1971 entstand im Zuge der Gebietsreform in Hessen die Gemeinde Abtsteinach durch den freiwilligen Zusammenschluss der bis dahin selbständigen Gemeinden Ober-Abtsteinach, Unter-Abtsteinach und Mackenheim. Sitz der Gemeindeverwaltung wurde Ober-Abtsteinach. Ortsbezirke nach der hessischen Gemeindeordnung wurden nicht eingerichtet.

### Historische Beschreibungen
Die Historisch-topographisch-statistische Beschreibung des Fürstenthums Lorsch, oder Kirchengeschichte des Oberrheingaues berichtet 1812 über die Ober-Abtsteinach:

„Oberabsteinach, ein Pfarrdorf von 28 Häusern und 256 Selen. Es liegt an der Steinach, 4 Stunden von Heppenheim und 1½ Stunde von Mörlenbach. Der Ort selbst kömmt in Lorscher Urkunden nicht vor, wohl aber die Bach wovon der Ort seinen Namen hat, nämlich die Steinach unter dem Namen Steinaha und zwar allschon in der Heppenheimer Markbeschreibung 774. Den Namen Abtsteinach hat der Ort daher erhalten, weil solcher dem Abte oder der Abtei Lorsch allzeit eigen war; und um den selben von den übrigen Orten an der Steinach, nämlich Neckarsteinach und Heiligkreuzsteinach unterscheiden zu können. Es liegt dieser Ort in einem von hohen Bergen umgebenen Thale. Auf den Bergen hat man eine freie und schöne Aussicht über den Rhein hin, bis nach Landau, Mainz usw. In der Gegend von Absteinach ist daher auch eine solche Schneeschmelze, die ihr Gewässer nach allen vier Weltgegenden austheilt. Die Steinach fließt nach Süden, die Weiher oder Mörlenbach nach Norden, das bei Siedelsbrunn entstehehende Bächlein nach Osten und das bei Löhrbach entspringende nach Westen. In Oberabsteinach ist dermalen der Pfarrsitz und die Pfarrkirche der ganzen Cent Absteinach. Diese Pfarrei ist aber noch nicht alt und ist erst im Jahr 1651 errichtet worden. Es war vormals, und noch im Jahr 1653 nur eine Kapelle in Oberabsteinach, wovon nämlich ein altes Starkenburger Amtsprotokoll sagt, daß sie in besagtem Jahre erneuert und ein neuer Kirchhof daselbst angelegt worden sey. In eben demselben oder doch im folgenden Jahre (1654) wurde wie es scheint, der Pfarrgottesdienst zu Absteinach völlig eingerichtet, indem Churpfalz sich damals beim Reichstag beschwerte, daß die Kurmainzische, dem Herkommen und Friedensschluß zuwider, die Gemeindsleuthe zu Ober- und Niederabsteinach, Lützelbach, Kocherbach, Kollernheim, (soll heißen Gadern oder Gadernheim), Hertenrod, (Hartenrod) und Aspach (Aschbach), so vor dem Krieg als Filialen nach Waldmichelbach gehört haben, abhalten, des Gottesdienstes allda zu pflegen. (Struven Pfälzische Kirchenhisterie pag. 629.) Hieraus sehen wir also nicht allein, daß damals schon die Pfarrei in Absteinach errichtet war, sondern wir erfahren auch hieraus, wohin die Cent Absteinach, wenigstens dem grösten Theil nach, eingepfarrt war, nämlich nach Waldmichelbach. Die übrigen Orte mögen wahrscheinlich nach Birkenau gehört haben, woselbst eine weit ältere Pfarrei war. Da aber im letzteren Orte eine lutherische Kirche und Pfarrei errichtet wurde, in den Mainzischen Orten aber nach dem Jahre 1653 wieder alles zur katholischen Lehre zurückkehrt, so mußten die Mainzischen Filialen von Birkenau getrennt und der neuen Pfarrei Absteinach einverleibt werden. Ja es kam in der Folge Birkenau und die dazu gehörigen Amtsortschaften, in Ansehung der katolischen Bewohnern, selbst als Filial nach Absteinach, so zwar, daß im Jahr 1769, (vermög der Charta visit.) ausser dem Pfarrorte Oberabsteinach, noch 21 Filialen zu dieser Pfarrei gehörten. In der Folge kam das Amt Birkenau (was die Katolischen betriff) zur Pfarrei Mörlenbach, und erst ums Jahr 1802 wurde eine eigene Katholische Pfarrei zu Birkenau durch die Freiherrn von Wambold errichtet. Der Hof Balzenbach oder Polsenbach wurde der Pfarrei Hemsbach zugetheilt. Demongeachtet hat Absteinach dermalen immer noch 16 Filialen und ist die Selenzahl der ganzen Pfarrei ongefähr 2000 Selen. Die Pfarrkirche zu Absteinach ist ums Jahr 1736, das Pfarrhaus aber erst 1806 neu erbauet worden. Den Zehenden bezieht zu 2/3 der Freiherr von Wambold als Lehn, und zu 1/3 die Oberschaffnerei Lorsch. Das Präsentationsrecht der Pfarrei steht dem Landsherrn zu, welchem auch das Jus forestale in der ganzen Cent, so wie auch ins besondere ein Eichenwald im Aigelberg zusteht. Die Cent hat ebenfalls einen eigenen Wald; desgleichen auch mehrere Hubengüther. An Hubhaber liefern sämmtliche Gemeinden dieser Cent 254 Malter.“

Die Statistisch-topographisch-historische Beschreibung des Großherzogthums Hessen berichtet 1829 über Ober-Abtsteinach:

„Oberabtsteinach (L. Bez. Lindenfels) kath. Pfarrdorf liegt in einem von hohen Bergen umgebenen Thale 3 St. von Lindenfels an der Steinach, die in der Nähe ihren Ursprung hat. Man zählt 48 Häuser und 358 kath. Einw. Auf dem nahen Berg der Waldknopf genannt, eröffnet sich eine herrliche Aussicht nach der Ebene hin. Der Ort selbst kommt in Lorscher Urkunden nicht vor, wohl aber die Steinach wovon derselbe seinen Namen hat, und zwar schon 773. Die Pfarrei wurde erst 1651 errichtet und die jetzige Kirche 1736 erbaut. Im Jahr 1802 kam Oberabtsteinach von Mainz an Hessen.“

Im Neuesten und gründlichsten alphabetischen Lexicon der sämmtlichen Ortschaften der deutschen Bundesstaaten von 1845 findet sich folgender Eintrag:

„Ober-Abtsteinach bei Lindenfels. – Dorf, zur evangel. Pfarrei Waldmichelbach, resp. kathol. Pfarrei Abtsteinach gehörig. – 48 H. 358 kathol. Einw. – Großherzogthum Hessen. – Provinz Starkenburg. – Kreis Heppenheim. – Landgericht Fürth. – Hofgericht Darmstadt. – Das Dorf Ober-Abtsteinach, in einem von hohen Bergen umgebenen Thale an der Steinach belegen, ist im J. 1802 von Mainz an Hessen gekommen. In der Nähe des Dorfes liegt ein Berg, der Waldknopf genannt.“

### Verwaltungsgeschichte im Überblick
Die folgende Liste zeigt die Staaten und Verwaltungseinheiten, denen Ober-Abtsteinach angehört(e):
- vor 1782: Heiliges Römisches Reich, Kurfürstentum Mainz, Amt Starkenburg (1461–1650 an Kurpfalz verpfändet), Zent Abtsteinach
- ab 1782: Heiliges Römisches Reich, Kurfürstentum Mainz, Unteres Erzstift, Oberamt Starkenburg, Amtsvogtei Fürth
- ab 1803: Heiliges Römisches Reich, Landgrafschaft Hessen-Darmstadt,[Anm. 2] Fürstentum Starkenburg, Amt Fürth
- ab 1806: Großherzogtum Hessen,[Anm. 3] Fürstentum Starkenburg, Amt Fürth[12]
- ab 1812: Großherzogtum Hessen, Fürstentum Starkenburg, Amt Waldmichelbach
- ab 1815: Großherzogtum Hessen, Provinz Starkenburg, Amt Waldmichelbach
- ab 1821: Großherzogtum Hessen, Provinz Starkenburg, Landratsbezirk Lindenfels[Anm. 4]
- ab 1832: Großherzogtum Hessen, Provinz Starkenburg, Kreis Heppenheim
- ab 1848: Großherzogtum Hessen, Regierungsbezirk Heppenheim
- ab 1852: Großherzogtum Hessen, Provinz Starkenburg, Kreis Lindenfels
- ab 1871: Deutsches Reich, Großherzogtum Hessen, Provinz Starkenburg, Kreis Lindenfels
- ab 1874: Großherzogtum Hessen, Provinz Starkenburg, Kreis Heppenheim
- ab 1918: Deutsches Reich, Volksstaat Hessen, Provinz Starkenburg, Kreis Heppenheim
- ab 1938: Deutsches Reich, Volksstaat Hessen, Landkreis Bergstraße[13][Anm. 5]
- ab 1945: Deutsches Reich, Amerikanische Besatzungszone,[Anm. 6] Groß-Hessen, Regierungsbezirk Darmstadt, Landkreis Bergstraße
- ab 1946: Deutsches Reich, Amerikanische Besatzungszone, Hessen, Regierungsbezirk Darmstadt, Landkreis Bergstraße
- ab 1949: Bundesrepublik Deutschland, Hessen, Regierungsbezirk Darmstadt, Landkreis Bergstraße
- ab 1972: Bundesrepublik Deutschland, Hessen, Regierungsbezirk Darmstadt, Landkreis Bergstraße, Gemeinde Abtsteinach

### Justiz
Mit Einrichtung der Landgerichte im Großherzogtum Hessen war ab 1821 das Landgericht Fürth das Gericht erster Instanz für Ober-Abtsteinach.
Durch die Verwaltungsreformen von 1832, 1848 und zuletzt 1852 änderten sich nicht nur die Bezeichnungen der Verwaltungsbezirke, sondern auch deren Grenzen. Um das wieder anzugleichen, revidierte das Großherzogtum 1853 in den Provinzen Starkenburg und Oberhessen umfassend die Zuständigkeitsbereiche der Gerichte. In der Folge wechselte Ober-Abtsteinach zum Landgericht Waldmichelbach.
Anlässlich der Einführung des Gerichtsverfassungsgesetzes mit Wirkung vom 1. Oktober 1879, infolgedessen die bisherigen großherzoglichen Landgerichte durch Amtsgerichte an gleicher Stelle ersetzt wurden, während die neu geschaffenen Landgerichte nun als Obergerichte fungierten, wurde nun das Amtsgericht Wald-Michelbach im Bezirk des Landgerichts Darmstadt zuständig.
1943 wurde der Amtsgerichtsbezirk Wald-Michelbach kriegsbedingt vorübergehend aufgelöst, dem Amtsgericht Fürth zugeordnet und dort als Zweigstelle geführt, was nach dem Krieg wieder rückgängig gemacht wurde. Zum 1. Juli 1968 wurde dann das Amtsgericht Wald-Michelbach endgültig aufgelöst. Dabei kam Ober-Abtsteinach in die Zuständigkeit des ehemaligen Amtsgerichts Hirschhorn, das gleichzeitig eine Außenstelle des Amtsgerichts Fürth wurde. Die Außenstelle wurde 2003 aufgelöst.

## Bevölkerung

### Einwohnerstruktur 2011
Nach den Erhebungen des Zensus 2011 lebten am Stichtag, dem 9. Mai 2011, in Ober-Abtsteinach 1356 Einwohner. Darunter waren 87 (6,4 %) Ausländer. 228 Einwohner waren unter 18 Jahre alt, 546 waren zwischen 18 und 49, 303 zwischen 50 und 64 und 276 Einwohner waren älter. Die Einwohner lebten in 579 Haushalten. Davon waren 150 Singlehaushalte, 174 Paare ohne Kinder und 210 Paare mit Kindern, sowie 36 Alleinerziehende und 25 Wohngemeinschaften. In 138 Haushalten lebten ausschließlich Senioren und in 384 Haushaltungen lebten keine Senioren.

### Einwohnerentwicklung
| • 1654: | 7 Huben                  |
| • 1806: | 247 Einwohner, 27 Häuser |
| • 1812: | 256 Einwohner, 28 Häuser |
| • 1829: | 358 Einwohner, 48 Häuser |
| • 1867: | 413 Einwohner, 65 Häuser |

| Ober-Abtsteinach: Einwohnerzahlen von 1806 bis 2011 | Ober-Abtsteinach: Einwohnerzahlen von 1806 bis 2011 | Ober-Abtsteinach: Einwohnerzahlen von 1806 bis 2011 | Ober-Abtsteinach: Einwohnerzahlen von 1806 bis 2011 | Ober-Abtsteinach: Einwohnerzahlen von 1806 bis 2011 |
| --- | --------------------------------------------------- | --------------------------------------------------- | --------------------------------------------------- | --------------------------------------------------- |
| Jahr |                                                     |                                                     |                                                     | Einwohner                                           |
| 1806 | 1806                                                |                                                     | 247                                                 | 247                                                 |
| 1812 | 1812                                                |                                                     | 256                                                 | 256                                                 |
| 1829 | 1829                                                |                                                     | 358                                                 | 358                                                 |
| 1834 | 1834                                                |                                                     | 369                                                 | 369                                                 |
| 1840 | 1840                                                |                                                     | 448                                                 | 448                                                 |
| 1846 | 1846                                                |                                                     | 510                                                 | 510                                                 |
| 1852 | 1852                                                |                                                     | 779                                                 | 779                                                 |
| 1858 | 1858                                                |                                                     | 498                                                 | 498                                                 |
| 1864 | 1864                                                |                                                     | 433                                                 | 433                                                 |
| 1871 | 1871                                                |                                                     | 430                                                 | 430                                                 |
| 1875 | 1875                                                |                                                     | 439                                                 | 439                                                 |
| 1885 | 1885                                                |                                                     | 424                                                 | 424                                                 |
| 1895 | 1895                                                |                                                     | 433                                                 | 433                                                 |
| 1905 | 1905                                                |                                                     | 528                                                 | 528                                                 |
| 1910 | 1910                                                |                                                     | 552                                                 | 552                                                 |
| 1925 | 1925                                                |                                                     | 533                                                 | 533                                                 |
| 1939 | 1939                                                |                                                     | 571                                                 | 571                                                 |
| 1946 | 1946                                                |                                                     | 797                                                 | 797                                                 |
| 1950 | 1950                                                |                                                     | 789                                                 | 789                                                 |
| 1956 | 1956                                                |                                                     | 846                                                 | 846                                                 |
| 1961 | 1961                                                |                                                     | 936                                                 | 936                                                 |
| 1967 | 1967                                                |                                                     | 1.042                                               | 1.042                                               |
| 1970 | 1970                                                |                                                     | 1.157                                               | 1.157                                               |
| 1980 | 1980                                                |                                                     | ?                                                   | ?                                                   |
| 1990 | 1990                                                |                                                     | ?                                                   | ?                                                   |
| 2000 | 2000                                                |                                                     | ?                                                   | ?                                                   |
| 2011 | 2011                                                |                                                     | 1.356                                               | 1.356                                               |
| Datenquelle: Historisches Gemeindeverzeichnis für Hessen: Die Bevölkerung der Gemeinden 1834 bis 1967. Wiesbaden: Hessisches Statistisches Landesamt, 1968. Weitere Quellen: LAGIS; Zensus 2011 |                                                     |                                                     |                                                     |                                                     |

### Historische Religionszugehörigkeit
| • 1829: | 358 katholische (= 100 %) Einwohner                               |
| • 1961: | 72 evangelische (= 7,69 %), 857 katholische (= 91,56 %) Einwohner |

## Wappen
Blasonierung: „In Rot über blauem Wellen-Schildfuß ein aus silbernen Felsen wachsender silberner Abtstab.“
Das Wappen wurde der damaligen Gemeinde am 21. Dezember 1929 durch den Hessischen Innenminister verliehen. Gestaltet wurde es durch den Darmstädter Heraldiker Georg Massoth. Es wurde bei der Gemeindeneugründung 1972 von der Gemeinde Abtsteinach übernommen.
Das Wappen von Ober-Abtsteinach ist ein sogenanntes redendes Wappen: Der Abtsstab dokumentiert die Verbindung von Ober-Abtsteinach als Besitztum des Klosters Lorsch (in Abtsteinach gab es keine Abtei). Der Felsen bzw. Berg symbolisiert den Hardberg als höchsten Berg der Umgebung, der für Abtsteinach bestimmend ist. Die Wellenschildfuß symbolisiert den Bachlauf der Steinach, deren Quelle in Ober-Abtsteinach entspringt und dem Neckar zufließt. Ein Siegel aus dem Jahr 1736 zeigt in der oberen Hälfte einen Löwen, in der unteren Hälfte den Abtsstab und zwei Sterne sowie die Buchstaben A und S.

## Verkehr
In Ober-Abtsteinach treffen sich einige überörtliche Straßen. Von Westen kommt aus Richtung Birkenau über Kallstadt und Löhrbach die Landesstraße L 3408. Die L 535 führt aus Neckarsteinach im Süden über das Steinachtal und Unter-Abtsteinach hierher und dann weiter nach Nordosten bis Wald-Michelbach. Aus Mackenheim, dem nördlichsten Ortsteil von Abtsteinach, ersteigt kurvenreich die Kreisstraße K 18 den steilen Hang zur hohen Talmulde.

## Ortscharakter
Ober-Abtsteinach bildet den Mittelpunkt der Gemeinde Abtsteinach mit dem Rathaus und der Bonifatius-Kirche aus dem 17. Jahrhundert. Hier finden sich auch eine Reihe von Einkaufsmöglichkeiten. Rund um den Ort verlaufen eine Reihe gut ausgebauter Wanderwege, die zu allen Jahreszeiten nutzbar sind. Zwischen Grillhütte und Sportplatz wurde ein „Kunstwanderweg“ angelegt, der noch weiter ausgebaut werden soll.

## Töchter und Söhne
- Georg Ziener (* 25. Dezember 1917), Theologe und Hochschullehrer (seit 1955 Ordinarius) in Fulda.[22]